# Ваньовський Михайло Васильович
Миха́йло Васи́льович Ваньо́вський (Ванівський) (26 червня 1943, село Воютичі, Самбірський район, Львівська область) — український хореограф.

## Життєпис
З 1950—1960 рр. — навчання в Воютицькій середній школі.
З 1960 по 1962 рр. — навчання в Самбірському училищі культури (духовий відділ).
З 1962—1965 рр. — служба в армії.
З 1965 по1969 р. — навчання в Дрогобицькому державному педагогічному інституті. Починав виступи в Дрогобицькому народному вокально-хореографічному ансамблі «Пролісок».
З 1969 по 1980 рр. — художній керівник Палацу культури ім. Ю. Гагаріна.
З 1980 року по сьогодні працює художнім керівником ансамблю танцю «Юність» — при Львівському державному Палаці естетичного виховання учнівської молоді (на площі Петрушевича).
Його зусиллями як художнього керівника концертний репертуар постійно оновлювався й поповнювався новими оригінальними хореографічними номерами («Гопак», «Бойківська коломийка», «Вітерець», «Женчичок-бренчичок», «Козацькому роду нема переводу», вокально-хореографічна композиція «Роде наш красний», хореографічна вистава «Зглянься роде», вокально-хореографічна композиція «Шевченкова дума», кантата «Заповіт» (сл. Т. Шевченка, муз. С. Людкевича), хореографічна композиція «Молитва за Україну», новорічна вистава «Різдвяна містерія»,«Весна-Красна»)
За вокально-хореографічну композицію «Козацькому роду нема переводу» йому присуджено обласну премію ім. А. Вахнянина.
Станом на 2010-ті роки — професор кафедри режисури та хореографії факультету культури і мистецтв Львівського національного університету імені Івана Франка.

## Нагороди та відзнаки
- заслужений артист Української РСР — 1982,
- народний артист УРСР — 1990,
- орден «Знак Пошани» — 1980,
- медаль «За трудову відзнаку» — 1984,
- почесна грамота Кабінету Міністрів України — 2009;
- відзнака Президента України — ювілейна медаль «25 років незалежності України» (2016).[1]